# Хана-Рахель Вербермахер
Хана-Рахель Вербермахер (ha-Betulah mi-Ludmir, іврит — הבתולה מלודמיר, нар. 1806, Володимир, пом. 1892, Єрусалим) — хасидська релігійна діячка, перша цадекет (жінка-цадик) в історії хасидизму, цілителька, засновниця хасидської громади в Єрусалимі, уродженка Володимира. Відома як Людмирська діва.

## Біографія
Хана-Рахель народилася, ймовірно, у 1806 році у Володимирі на Волині в заможній хасидській родині Вербермахер. Місцеві євреї називали місто на свій лад — Людмир (звідси й ім'я Хани-Рахель Вербермахер — Людмирська Діва). Батько Монеш подбав про освіту доньки, про те, щоби вона всебічно вивчила Тору.
За переказами, Хана-Рахель була пізньою і єдиною дитиною у родині. Її мати Лея довго не мала дітей, через що чоловік хотів розлучитися. З цією проблемою вона поїхала по благословення до знаменитого чорнобильського цадика Мордехая. Мордехай сказав, що та народить дівчинку, що й сталося через рік.
Жила дівчина усамітнено, галасливих компаній цуралась. Хана-Рахель тлумачить людям Писання, молиться, покриваючись талесом, як чоловік. А ще — відповідає на запитання людей, дає поради, виганяє демонів. Недужі їдуть у Володимир з усієї Волині, з Любліна та Львова. Дівчину називають Ludmere Moid — Людмирською Дівою, тою, яка творить диво.
Хана-Рахель відмовилася брати шлюб, натомість почала виконувати всі релігійні заповіді як чоловік, кинувши виклик традиційним єврейським уявленням про права та відмінність статей. З часом навколо дивної жінки гуртуються однодумці, яких називали «хасидами Людмирської Діви». Батько збудував для Хани-Рахель молельню Бейт га-Мідраш  — будинок вивчення Тори з особливою кімнатою для прийому послідовників.
У її молитовному будинку бував і знаменитий мудрець Мордехай з Чорнобиля. Мудрець переконав Хану-Рахель вийти заміж, проте шлюб тривав усього тиждень. Вона одружилася вдруге, проте знову ненадовго.
У 1863 (за іншими джерелами у 1859) році Людмирська Діва емігрувала в Єрусалим, де разом зі ще одним кабалістом провадила діяльність, покликану прискорити прихід Машиаха (Месії). Хана-Рахель щоденно молилася біля Стіни Плачу в таліті та тфіліні. Вона зібрала навколо себе хасидську громаду, керувала нею, заснувала новий хасидський суд. На Шаббат її послідовники приходили послухати трактування Тори, на Рош Ходеш вона сама супроводжувала їх до могили праматері Рахель — для молитов та звернень з проханнями.
Померла Хана-Рахель 17 липня 1892 року, похована на знаменитій Оливковій Горі. Вона єдина володимирська єврейка, удостоєна такої честі. Під час йорданської окупації надгробок над могилою був зруйнований. У червні 2004 року надгробок Хани-Рахель урочисто відновили, причому з місцем для поминальних свічок та «квітлех» (записок, що містять звернення і прохання до Бога. Такі за традицією ще залишають у Стіні Плачу й на могилах святих праведників).

## Хана-Рахель Вербермахер в мистецтві
Американо-єврейський письменник Ісаак Башевіс Зінґер, лауреат Нобелівської премії, на основі біографії Хана-Рахель Вербермахер написав роман «Шоша» (1978), за яким у 1983 році зняли голлівудський фільм «Єнтл» (англ. Yentl), де головну роль зіграла Барбара Стрейзанд.
Польська письменниця Хана Краль написала оповідання «Правнук», створене на основі спогадів правнука Хани-Рахель Януша Бардаха.
Натаніель Дойч, професор історії релігій Чиказького університету, видав книгу «Людмирська Діва: єврейська свята жінка та її світ».